# زسکو
زسکو سایت مونتاژ محصولات ایران خودرو در عراق است. این شرکت ظرفیت تولید سالانه ۱۲۰٬۰۰۰ دستگاه خودرو دارد. زسکو در سالن سرپوشیده‌ای در شهرک صنعتی اسکندریه واقع در ۴۵ کیلومتری جنوب غربی بغداد قرار دارد که در زمینی به مساحت ۲۴۰ هزار متر مربع و زیربنای ۱۸ هزار متر مربع بنا شده‌است.